# ضمور الثدي
يعرف ضمور الثدي على أنه ضمور طبيعي أو عفوي أو انكماش الثديين.

## الأسباب
يحدث ضمور الثدي عادةً لدى النساء أثناء سن اليأس عندما تنخفض مستويات هرمون الإستروجين. ويمكن أيضًا أن يكون سببه نقص هرمون الإستروجين و / أو فرط الأندروجين في النساء بشكلٍ عام، كما هو الحال عند استخدام علاج مضاد الإستروجين لسرطان الثدي، وفي متلازمة متلازمة تكيس المبايض، وسوء التغذية مثل تلك المرتبطة باضطرابات الأكل مثل فقدان الشهية العصابي أو مع الأمراض المزمنة. كما ينتج أيضًا ضمور الثدي نتيجةً لفقدان الوزن.
قد يكون ضمور الثدي هدفًا منشودًا في علاج التثدي في الذكور وتضخم الثدي في النساء، وأثناء العلاج بالهرمونات البديلة للرجال المتحولين جنسيًا.

## العلاج
توجد خيارات متعددة لعلاج ضمور الثدي طبقًا لحالة المريض وسنه، إذ يمكن أن يشمل العلاج استخدام هرمون الاستروجين، مضادات الأندروجين، والتغذية السليمة أو زيادة الوزن.